# Martinogale
Martinogale ist eine ausgestorbene Gattung der Skunks (Stinktiere), die bisher in drei Arten aus dem Miozän und dem frühen Pliozän Nordamerikas beschrieben wurde.

## Merkmale
Die Gattung Martinogale wurde bislang ausschließlich auf der Basis von Schädel- und Kieferfragmenten beschrieben, alle Gattungsmerkmale beziehen sich entsprechend auf das Gebiss im Vergleich zu anderen Gattungen der Skunks, vor allem der ebenfalls nur fossil beschriebenen Gattung Buisnictis. Im Vergleich zu dieser ist der Kiefer von Martinogale kleiner und unterscheidet sich von ihr im Aufbau der Backenzähne und dem geringeren Abstand der Vorbackenzähne zueinander. Im Vergleich zu den moderneren Gattungen, den rezenten Gattungen Spilogale, Mephitis und Conepatus sowie den fossilen Gattungen Brachyprotoma und Osmotherium, besitzt Martinogale neben Unterschieden im Aufbau der Vorbackenzähne eine sehr schmale Postorbitalregion, einen wenig erweiterten Mastoidsinus und Unterschiede im Aufbau der Bulla tympanica.

## Systematik
Die Typusart der Gattung ist die 1930 von Hall beschriebene Art Martinogale alveodens. Aufgrund der damals angenommenen taxonomischen Stellung der Skunks innerhalb der Marder wurde Martinogale gemeinsam mit zwei weiteren Gattungen als neue Mardergattung unter dem Titel Three new genera of Mustelidae from the later Tertiary of North America im Journal of Mammalogy beschrieben. Als zweite Art der Gattung folgte Martinogale chisoensis im Jahr 2003 und 2005 wurde mit Martinogale faulli die bislang letzte bekannte Art beschrieben. Insgesamt besteht die Gattung entsprechend derzeit aus drei fossilen Arten:
- Martinogale alveodens
- Martinogale chisoensis
- Martinogale faulli

Innerhalb der Neuweltskunks (Mephitini), also der auf dem amerikanischen Kontinent lebenden Arten der Skunks, wird die Gattung Martinogale als älteste Gattung betrachtet. Nach der phylogenetischen Analyse der Gattung haben sich alle heute lebenden (rezenten) amerikanischen Skunks aus der Ahnenreihe entwickelt, der auch die drei Martinogale-Arten entspringen. Da diese jedoch Seitenäste der Entwicklungslinie und kein gemeinsames Taxon darstellen, kann Martinogale als paraphyletisch betrachtet werden.

## Belege
1. 1 2  E.R. Hall: Three new genera of Mustelidae from the later Tertiary of North America. In: Journal of Mammalogy. 11, 1930, S. 146–155.
2. 1 2  Xiaoming Wang, David P. Whistler, Gary T. Takeuchi: A new basal skunk Martinogale (Carnivora, Mephitinae) from late miocene Dove Spring Formation, California, and origin of New World Mephitines. In: Journal of Vertebrate Paleontology. 25(4), 2005, S. 936–949. (Abstract)